# 환경현장활동
환경현장활동(環境現場活動)은 1996년부터 시작된 대학생들의 방학 프로그램으로 환경문제가 있는 지역에서 지역주민들과 함께 문제를 느끼고 함께 실천하는 프로그램을 말한다.
이전의 농활(농촌활동)과 달리 환경현장활동은 환경문제가 제기되고 있는 지역 - 핵발전소 반대운동, 골프장 반대운동, 쓰레기소각장 반대운동에서 프로그램을 진행하며, 환경문제에 대한 인식 속에서 진행되는 면이 농활과 다르다.
환경현장활동의 시초는 1995년 덕적도에서 진행된 덕적도 반핵농활이며, 1996년 환경현장활동이라는 이름이 처음 사용되었다.